# James Cleverly
James Cleverly (ur. 4 września 1969 w Londynie) – brytyjski polityk, członek Partii Konserwatywnej, poseł do Izby Gmin z okręgu Braintree. Od 7 lipca 2022 do 6 września 2022 minister edukacji w drugim gabinecie Borisa Johnsona, od 6 września 2022 do 13 listopada 2023 minister spraw zagranicznych w gabinetach Liz Truss i Rishiego Sunaka, od 13 listopada 2023 do 5 lipca 2024 minister spraw wewnętrznych w gabinecie Sunaka.

## Życiorys
Jego ojciec jest Brytyjczykiem, matka, z zawodu położna, pochodzi z Sierra Leone. Urodził się w 1969 w londyńskiej dzielnicy Lewisham. Ukończył studia z zakresu hospitality management (szeroko rozumiane hotelarstwo) na Thames Valley University (obecnie University of West London). Ochotniczo służył w Army Reserve, dochodząc do stopnia podpułkownika.
W 2008 roku został wybrany radnym Londynu z okręgu Bexley and Bromley, uzyskał reelekcję w 2012 roku. 
W 2015 został wybrany posłem do Izby Gmin z okręgu Braintree. Uzyskał reelekcję w 2017, 2019 i 2024 roku. W okresie od 24 lipca 2019 do 13 lutego 2020 był współprzewodniczącym Partii Konserwatywnej (drugim współprzewodniczącym był wówczas Ben Elliot). 7 lipca 2022 objął urząd ministra edukacji zaś 6 września 2022 został odwołany z tej funkcji z powodu objęcia funkcji ministra spraw zagranicznych. 13 listopada 2023 premier Rishi Sunak mianował Cleverly'ego ministrem spraw wewnętrznych w swoim gabinecie; Cleverly zastąpił na tym urzędzie Suellę Braverman. W Foreign Office zastąpił go były premier David Cameron. Sprawował to stanowisko do czasu dymisji gabinetu Sunaka (5 lipca 2024) i następnie w gabinecie cieni. 23 lipca 2024 zgłosił swoją kandydaturę na funkcję lidera Partii Konserwatywnej. 9 października zajął ostatnie (trzecie) miejsce w czwartej turze głosowania klubu parlamentarnego (uzyskał 37 głosów wobec 42 oddanych na Kemi Badenoch oraz 41 na Roberta Jenricka) i nie został dopuszczony do rozstrzygającego głosowania ogółu członków partii. Nie wszedł również w skład nowego gabinetu cieni  utworzonego przez Badenoch, po objęciu przez nią przywództwa w partii.
Od 2000 jest żonaty z Susie Sparks, z którą ma dwóch synów.